# Global Champions Tour
El Global Champions Tour (GCT) es una competición de saltos que se celebra anualmente.
Sus actual patrocinadores es Longines. 
La madrina del Tour es Athina Roussel Onassis de Miranda

## Historia
Fue fundado en 2006 por el medallista de oro olímpico holandés Jan Tops

### Palmarés[2][3]
| Año  | Campeón               | País         |
| 2006 | Ludo Philippaerts     | Bélgica      |
| 2007 | Albert Zoer           | Países Bajos |
| 2008 | Jessica Kürten        | Irlanda      |
| 2009 | Michel Robert         | Francia      |
| 2010 | Marcus Ehning         | Alemania     |
| 2011 | Edwina Tops-Alexander | Australia    |
| 2012 | Edwina Tops-Alexander | Australia    |
| 2013 | Scott Brash           | Reino Unido  |
| 2014 | Scott Brash           | Reino Unido  |
| 2015 | Luciana Diniz         | Portugal     |
| 2016 | Rolf-Göran Bengtsson  | Suecia       |
| 2017 | Harrie Smolders       | Países Bajos |
| 2018 | Ben Maher             | Reino Unido  |
| 2019 | Ben Maher             | Reino Unido  |
| 2020 | -                     | -            |
| 2021 | Peder Fredricson      | Suecia       |
| 2022 | Ben Maher             | Reino Unido  |
| 2023 | Harrie Smolders       | Países Bajos |